# 115 î.Hr.

## Nașteri
- dată necunoscută: Marcus Licinius Crassus  (d. 53 î.Hr.)